# 김대문
김대문(金大問)은 신라의 진골 귀족으로, 문장가이며 관료이자 학자이기도 하다. 7세기 ~ 8세기 인물이다.

## 생애
왕실의 먼 친척으로 일찍이 당에 유학하였고, 성덕왕 3년(704년) 한산주 도독을 지냈다. 여러 가지 저서가 고려시대까지 살아남아 《삼국사기》와 《삼국유사》의 원전으로 사용되었다. 《삼국사기》 권46의 열전에는 그의 저서로 《계림잡전》, 《한산기(漢山記)》, 《고승전(高僧傳)》, 《악본(樂本)》, 《화랑세기》 등이 나열되어 있으나, 현재 전해지는 것은 없다.
박창화가 필사한 《화랑세기》의 일부가 1989년과 1995년 경주 시내의 사찰에서 두 차례 발견되었으나, 모두 위작으로 판정되었다.

## 저서
- 《계림잡전》
- 《한산기(漢山記)》
- 《고승전(高僧傳)》
- 《악본(樂本)》
- 《화랑세기》

## 같이 보기
- 한국의 역사